# Universo de Herbrand
Na lógica matemática, dada uma linguagem formal com um conjunto de símbolos (símbolos de constantes e símbolos funcionais), o universo de Herbrand define recursivamente o conjunto de todos os termos que podem ser compostos aplicando uma composição funcional a partir de símbolos básicos.
Foi assim denominada em homenagem a Jacques Herbrand.
Dada uma linguagem de primeira ordem L, seu universo de Herbrand é definido pelo conjunto de todas as cláusulas básicas que podem ser construídas a partir dos símbolos de L. Levando em conta a definição de termo básico, podemos observar que os símbolos que aparecem em um universo de Herbrand são funtores e constantes de L.
Considere uma fórmula da lógica de primeira ordem {\displaystyle \Phi } na forma skolemizada
```
         

  

    

      

        
∀

        

          
x

          

            
1

          

        

        
.

        
.

        
.

        
∀

        

          
x

          

            
n

          

        

        
S

      

    

    
{\displaystyle \forall x_{1}...\forall x_{n}S}

  

```

Então o universo de Herbrand {\displaystyle H} de {\displaystyle S} é definido pelas seguintes regras.
1. Todas as constantes de {\displaystyle S} pertencem a {\displaystyle H}. Se não existem constantes em {\displaystyle S}, então {\displaystyle H} contém uma constante arbitrária {\displaystyle c}.
2. Se {\displaystyle t_{1}\in H,...,t_{n}\in H}, e uma função {\displaystyle n}-ária {\displaystyle f} ocorre em {\displaystyle S}, então 
{\displaystyle f(t_{1},...,t_{n})\in H}.
As cláusulas (disjunções de literais) obtidas daquelas de {\displaystyle S} substituindo todas as variáveis por elementos do universo de Herbrand são chamadas cláusulas básicas, com definições similares para literais básicos e átomos básicos. O conjunto de todos os átomos básicos que pode ser formados a partir de símbolos predicados de {\displaystyle S} e termos de {\displaystyle H} é chamado de Base de Herbrand.
A geração consecutiva de elementos do universo de Herbrand e a verificação de insatisfatibilidade de elementos gerados podem ser diretamente implementadas em um programa de computador. Tendo em vista a completude da lógica de primeira ordem, esse programa é basicamente uma ferramenta para a demonstração automática de teoremas. Evidentemente, essa busca exaustiva é muito lenta para aplicações práticas.
Esse programa irá terminar a execução para todas as fórmulas insatisfatíveis e não terminará para fórmulas satisfatíveis, que basicamente mostra que o conjunto das fórmulas insatisfatíveis é recursivamente enumerável. Dado que a demonstrabilidade (ou, equivalentemente, a insatisfatibilidade) na lógica de primeira-ordem é recursivamente indecidível, esse conjunto não é recursivo.

## Exemplo
1. Seja {\displaystyle S={\neg p(X,Y)\lor q(X,f(X)),\neg p(X,Y)\lor q(X,g(Y))}}
Desde que não existe constante em {\displaystyle S}, seja então {\displaystyle H_{0}={a}}. Assim
```

  

    

      

        

          
H

          

            
1

          

        

        
=

        

          
H

          

            
0

          

        

        
∪

        
{

        
f

        
(

        
a

        
)

        
,

        
g

        
(

        
a

        
)

        
}

      

    

    
{\displaystyle H_{1}=H_{0}\cup \{f(a),g(a)\}}

  

  

    

      

        

          
H

          

            
2

          

        

        
=

        

          
H

          

            
1

          

        

        
∪

        
{

        
f

        
(

        
f

        
(

        
a

        
)

        
)

        
,

        
f

        
(

        
g

        
(

        
a

        
)

        
)

        
,

        
g

        
(

        
f

        
(

        
a

        
)

        
)

        
,

        
g

        
(

        
g

        
(

        
a

        
)

        
)

        
}

      

    

    
{\displaystyle H_{2}=H_{1}\cup \{f(f(a)),f(g(a)),g(f(a)),g(g(a))\}}

  

  

    

      

        

          
H

          

            
3

          

        

        
=

        

          
H

          

            
2

          

        

        
∪

        
{

        
f

        
(

        
f

        
(

        
f

        
(

        
a

        
)

        
)

        
)

        
,

        
f

        
(

        
f

        
(

        
g

        
(

        
a

        
)

        
)

        
)

        
,

        
f

        
(

        
g

        
(

        
f

        
(

        
a

        
)

        
)

        
)

        
,

        
f

        
(

        
g

        
(

        
g

        
(

        
a

        
)

        
)

        
)

        
,

        
g

        
(

        
f

        
(

        
f

        
(

        
a

        
)

        
)

        
)

        
,

        
g

        
(

        
f

        
(

        
g

        
(

        
a

        
)

        
)

        
)

        
,

      

    

    
{\displaystyle H_{3}=H_{2}\cup \{f(f(f(a))),f(f(g(a))),f(g(f(a))),f(g(g(a))),g(f(f(a))),g(f(g(a))),}

  

            

  

    

      

        
g

        
(

        
g

        
(

        
f

        
(

        
a

        
)

        
)

        
)

        
,

        
g

        
(

        
g

        
(

        
g

        
(

        
a

        
)

        
)

        
)

        
}

      

    

    
{\displaystyle g(g(f(a))),g(g(g(a)))\}}

  

  

    

      

        
.

        
.

        
.

        
.

        
.

        
.

      

    

    
{\displaystyle ......}

  

  

    

      

        

          
H

          

            
∞

          

        

        
=

        
{

        
a

        
,

        
f

        
(

        
a

        
)

        
,

        
g

        
(

        
a

        
)

        
,

        
f

        
(

        
f

        
(

        
a

        
)

        
)

        
,

        
f

        
(

        
g

        
(

        
a

        
)

        
)

        
,

        
g

        
(

        
f

        
(

        
a

        
)

        
)

        
,

        
g

        
(

        
g

        
(

        
a

        
)

        
)

        
,

        
f

        
(

        
f

        
(

        
f

        
(

        
a

        
)

        
)

        
)

        
,

        
f

        
(

        
f

        
(

        
g

        
(

        
a

        
)

        
)

        
)

        
,

        
f

        
(

        
g

        
(

        
f

        
(

        
a

        
)

        
)

        
)

        
,

      

    

    
{\displaystyle H_{\infty }=\{a,f(a),g(a),f(f(a)),f(g(a)),g(f(a)),g(g(a)),f(f(f(a))),f(f(g(a))),f(g(f(a))),}

  

        

  

    

      

        
f

        
(

        
g

        
(

        
g

        
(

        
a

        
)

        
)

        
)

        
,

        
g

        
(

        
f

        
(

        
f

        
(

        
a

        
)

        
)

        
)

        
,

        
g

        
(

        
f

        
(

        
g

        
(

        
a

        
)

        
)

        
)

        
,

        
g

        
(

        
g

        
(

        
f

        
(

        
a

        
)

        
)

        
)

        
,

        
g

        
(

        
g

        
(

        
g

        
(

        
a

        
)

        
)

        
)

        
,

        
.

        
.

        
.

        
}

      

    

    
{\displaystyle f(g(g(a))),g(f(f(a))),g(f(g(a))),g(g(f(a))),g(g(g(a))),...\}}

  

```

2. Seja {\displaystyle S=\{p(X)\lor q(X),r(Z),\neg s(Y)\lor t(W)\}}
Desde que não exista constante em {\displaystyle S}, seja então {\displaystyle H_{0}={a}}.
Desde que não exista símbolo funcional em {\displaystyle S}, {\displaystyle H_{0}=H_{1}=H_{2}=...={a}}